# Centaurea maireana
Centaurea maireana là một loài thực vật có hoa trong họ Cúc. Loài này được Emb. mô tả khoa học đầu tiên.